# 해룡초등학교 농주분교
해룡초등학교 농주분교는 대한민국 전라남도 순천시 해룡면 하사길 5 (농주리)에 있었던 공립 초등학교이다.

## 학교 연혁
- 1937년 6월 1일 해룡공립보통학교 하상간이학교 개교(설립인가 4월 30일, 하사리 575)
- 1938년 4월 1일 해룡공립심상소학교 하상간이학교로 개칭
- 1943년 4월 1일 해룡남공립국민학교 승격
- 1996년 3월 1일 해룡남초등학교로 개칭
- 2000년 2월 28일 해룡초등학교 농주분교로 편입
- 2011년 3월 1일 해룡초등학교로 통폐합

## 폐교 이후 활용
- 2013년 순천평화학교, 2022년 사랑어린학교의 활용되었다.